# Jan Apell
Pour les articles homonymes, voir Apell.
Jan Apell, né le 4 novembre 1969 à Göteborg, est un joueur de tennis professionnel suédois, spécialiste du double.
Il a remporté la plupart de ses titres associés à Jonas Björkman, dont la Coupe Davis en 1994. Il a également joué la finale de Roland-Garros la même année.

## Palmarès

### Finale en simple messieurs
| No | Date       | Nom et lieu du tournoi | Catégorie           | Dotation  | Surface      | Vainqueur     | Score    |  |
| -- | ---------- | ---------------------- | ------------------- | --------- | ------------ | ------------- | -------- |  |
| 1  | 17-07-1995 | MercedesCup, Stuttgart | Championship Series | 915 000 $ | Terre (ext.) | Thomas Muster | 6-2, 6-2 |  |

### Titres en double messieurs
| No | Date       | Nom et lieu du tournoi                     | Catégorie    | Dotation    | Surface         | Partenaire     | Finalistes                          | Score                     |          |
| -- | ---------- | ------------------------------------------ | ------------ | ----------- | --------------- | -------------- | ----------------------------------- | ------------------------- | -------- |
| 1  | 19-04-1993 | KAL Cup Korea Open Séoul                   | World Series | 175 000 $   | Dur (ext.)      | Peter Nyborg   | Neil Broad Gary Muller              | 5-7, 7-6, 6-2             |          |
| 2  | 21-02-1994 | Nuveen Championships Scottsdale            | World Series | 288 750 $   | Dur (ext.)      | Ken Flach      | Alex O'Brien Sandon Stolle          | 6-0, 6-4                  |          |
| 3  | 06-06-1994 | The Stella Artois Championships Londres    | World Series | 600 000 $   | Gazon (ext.)    | Jonas Björkman | Todd Woodbridge Mark Woodforde      | 3-6, 7-6, 6-4             |          |
| 4  | 04-07-1994 | Swedish Open Båstad                        | World Series | 288 750 $   | Terre (ext.)    | Jonas Björkman | Nicklas Kulti Mikael Tillström      | 6-2, 6-3                  |          |
| 5  | 22-08-1994 | OTB International Schenectady              | World Series | 288 750 $   | Dur (ext.)      | Jonas Björkman | Jacco Eltingh Paul Haarhuis         | 6-4, 7-6                  |          |
| 6  | 07-11-1994 | European Community Championship Anvers     | World Series | 1 100 000 $ | Moquette (int.) | Jonas Björkman | Hendrik Jan Davids Sébastien Lareau | 4-6, 6-1, 6-2             |          |
| 7  | 14-11-1994 | IBM ATP Tour World Championships Francfort | Masters      | 3 000 000 $ | Moquette (int.) | Jonas Björkman | Todd Woodbridge Mark Woodforde      | 6-4, 4-6, 4-6, 7-65, 7-66 | Parcours |
| 8  | 10-07-1995 | Swedish Open Båstad                        | World Series | 303 000 $   | Terre (ext.)    | Jonas Björkman | Jon Ireland Andrew Kratzmann        | 6-3, 6-0                  |          |
| 9  | 15-04-1996 | XL Bermuda Open Bermudes                   | World Series | 303 000 $   | Terre (ext.)    | Brent Haygarth | Pat Cash Patrick Rafter             | 3-6, 6-1, 6-3             |          |

### Finales en double messieurs
| No | Date       | Nom et lieu du tournoi                  | Catégorie    | Dotation    | Surface         | Vainqueurs                     | Partenaire     | Score         |          |
| -- | ---------- | --------------------------------------- | ------------ | ----------- | --------------- | ------------------------------ | -------------- | ------------- | -------- |
| 1  | 08-11-1993 | Kremlin Cup Moscou                      | World Series | 325 000 $   | Moquette (int.) | Jacco Eltingh Paul Haarhuis    | Jonas Björkman | 6-1, ab.      |          |
| 2  | 23-05-1994 | Roland-Garros Paris                     | G. Chelem    | NC $        | Terre (ext.)    | Byron Black Jonathan Stark     | Jonas Björkman | 6-4, 7-65     | Parcours |
| 3  | 10-10-1994 | Israel Open Tel Aviv                    | World Series | 250 000 $   | Dur (ext.)      | Lan Bale John-Laffnie de Jager | Jonas Björkman | 6-7, 6-2, 7-6 |          |
| 4  | 24-10-1994 | Stockholm Open Stockholm                | Super 9      | 1 470 000 $ | Moquette (int.) | Todd Woodbridge Mark Woodforde | Jonas Björkman | 6-4, 4-6, 6-3 |          |
| 5  | 15-05-1995 | Italian Open Rome                       | Super 9      | 1 750 000 $ | Terre (ext.)    | Cyril Suk Daniel Vacek         | Jonas Björkman | 6-3, 6-4      |          |
| 6  | 12-06-1995 | The Stella Artois Championships Londres | World Series | 600 000 $   | Gazon (ext.)    | Todd Martin Pete Sampras       | Jonas Björkman | 7-6, 6-4      |          |

## Parcours dans les tournois duGrand Chelem

### En simple
| Année | Open d'Australie | Open d'Australie | Internationaux de France | Internationaux de France | Wimbledon      | Wimbledon  | US Open         | US Open        |
| ----- | ---------------- | ---------------- | ------------------------ | ------------------------ | -------------- | ---------- | --------------- | -------------- |
| 1989  | 1er tour (1/64)  | D. Marcelino     | —                        | —                        | —              | —          | —               | —              |
| 1990  | —                | —                | —                        | —                        | —              | —          | —               | —              |
| 1991  | —                | —                | —                        | —                        | —              | —          | —               | —              |
| 1992  | —                | —                | —                        | —                        | —              | —          | —               | —              |
| 1993  | 1er tour (1/64)  | B. Karbacher     | —                        | —                        | —              | —          | —               | —              |
| 1994  | —                | —                | —                        | —                        | —              | —          | 2e tour (1/32)  | P. Rafter      |
| 1995  | 2e tour (1/32)   | O. Delaitre      | 1er tour (1/64)          | B. Black                 | 2e tour (1/32) | Bo. Becker | 1er tour (1/64) | M.-K. Goellner |
| 1996  | 1er tour (1/64)  | B. MacPhie       | —                        | —                        | —              | —          | —               | —              |
| 1997  | —                | —                | —                        | —                        | —              | —          | —               | —              |
| 1998  | 2e tour (1/32)   | L. Roux          | —                        | —                        | —              | —          | —               | —              |

N.B. : à droite du résultat se trouve le nom de l'ultime adversaire.

### En double
| Année | Open d'Australie              | Open d'Australie          | Internationaux de France    | Internationaux de France | Wimbledon                   | Wimbledon                    | US Open                     | US Open               |
| ----- | ----------------------------- | ------------------------- | --------------------------- | ------------------------ | --------------------------- | ---------------------------- | --------------------------- | --------------------- |
| 1989  | 1er tour (1/32) M. Gustafsson | P. Baur U. Riglewski      | —                           | —                        | —                           | —                            | —                           | —                     |
| 1990  | —                             | —                         | —                           | —                        | —                           | —                            | —                           | —                     |
| 1991  | —                             | —                         | —                           | —                        | —                           | —                            | —                           | —                     |
| 1992  | —                             | —                         | —                           | —                        | —                           | —                            | 2e tour (1/16) B. Steven    | W. Ferreira P. Norval |
| 1993  | —                             | —                         | 1er tour (1/32) J. Björkman | W. Ferreira T. Witsken   | 1er tour (1/32) J. Björkman | A. Boetsch O. Delaitre       | —                           | —                     |
| 1994  | 1/2 finale J. Björkman        | B. Black J. Stark         | Finale J. Björkman          | B. Black J. Stark        | 1/8 de finale J. Björkman   | M.-K. Goellner I. Kafelnikov | 1er tour (1/32) J. Björkman | L. Bale B. Steven     |
| 1995  | 1er tour (1/32) J. Björkman   | P. Korda P. McEnroe       | 2e tour (1/16) J. Björkman  | S. Lareau B. MacPhie     | 1/8 de finale J. Björkman   | M. Philippoussis P. Rafter   | —                           | —                     |
| 1996  | 1/8 de finale J. Björkman     | P. Galbraith A. Olhovskiy | —                           | —                        | —                           | —                            | —                           | —                     |
| 1997  | —                             | —                         | —                           | —                        | —                           | —                            | —                           | —                     |
| 1998  | 2e tour (1/16) W. Black       | J. Björkman J. Eltingh    | —                           | —                        | —                           | —                            | —                           | —                     |

N.B. : le nom du ou de la partenaire se trouve sous le résultat ; le nom des ultimes adversaires se trouve à droite.

## Participation aux Masters

### En double
| Année | Ville   | Surface    | Partenaire     | Résultats | Résultat final |
| ----- | ------- | ---------- | -------------- | --------- | -------------- |
| 1994  | Jakarta | Dur indoor | Jonas Björkman | 4v, 1d    | Vainqueur      |